# 吉林出版集团
吉林出版集团股份有限公司（Jilin Publishing Group Co., Ltd.）是吉林省长春市的大型国有控股出版集团，公司位于长春市人民大街4646号。吉林出版集团于 2003 年 12 月 12 日 经中宣部、新闻出版总署批准成立，是全国出版体制改革的试点单位之一。2013年，由吉林出版集团有限责任公司整体变更设立，注册资本7.5亿元。最主要的股东是吉林省人民政府投资建立的吉林东北亚出版传媒集团有限公司，持股94.16%。另外，吉林省投资集团有限公司，持股5%；长影集团有限责任公司，持股0.84%。

## 沿革
2003年12月12日，经中共中央宣传部、国家新闻出版总署批准成立。
2008年9月23日，成立，旗下包括吉林人民出版社、吉林科技出版社、吉林教育出版社、吉林美术出版社、北方妇女儿童出版社、吉林文史出版社、吉林摄影出版社、时代文艺出版社、吉林音像出版社、吉林电子出版社、吉林画报社等。
该出版社存在拖欠稿费行为，作家盛可以的《可以书》稿酬被拖欠9个月，引发了出版界和社会各界的关注。
张某将“老子”注册为商标，向该出版社出版的《老子》包含“老子头像”提起诉讼，法院出于对文化传统的尊重驳回了原告诉讼请求。